# Новороссийские тоннели
Новоросси́йские тонне́ли — железнодорожные тоннели в Краснодарском крае России, на линии Крымская — Новороссийск, в месте пересечения железнодорожной линией Главного Кавказского хребта (Маркотхский хребет).
Включают в себя 2 тоннеля: Большой (две параллельные однопутные нитки длиной 1627 м и 1674 м, 44°49′59″ с. ш. 37°39′03″ в. д.) и Малый (одна двухпутная нитка длиной 525 м, 44°48′19″ с. ш. 37°39′04″ в. д.), расположенные почти подряд между станциями Тоннельная (посёлок Верхнебаканский), пл. 793 км (Убых) и Гайдук.

## История
Большой (исходная длина 1590 м) и Малый (360 м) тоннели были построены в 1888 году (старейшие на Северо-Кавказской железной дороге) в связи с прокладкой железной дороги к Новороссийскому порту. Ветка железной дороги первоначально строилась однопутной, но тоннели проектировались уже с учётом двухпутного движения. Строительство велось взрывным методом одновременно с двух порталов. При отделке использовался кирпич и камень с окрестных месторождений. Постройка тоннелей велась силами заключённых, живших в посёлке Верхнебаканский. Торжественное открытие ветки состоялось 25 июня 1888 года в Новороссийске в присутствии министра путей сообщения К. Н. Посьета.
В ходе Великой Отечественной войны тоннели дважды разрушались: сначала советскими войсками при отступлении (при гитлеровской оккупации были восстановлены силами пленных советских граждан), а затем уже немцами — также при отступлении. Повторное восстановление тоннеля вели немецкие военнопленные.

## Реконструкция в начале 2000-х годов
К началу XXI века Новороссийские тоннели в связи с ростом грузооборота Новороссийского порта стали одним из самых напряжённых и критических участков Северо-Кавказской железной дороги. За прошедшее время тоннели сильно обветшали; местами кирпичная и каменная кладка разрушилась. Скорость поездов в тоннеле не превышала 30 км/ч. В связи с этим в 2003 году было принято решение о строительстве параллельно существующим новых тоннелей.
Реконструкция Новороссийских тоннелей началась в 2005 году. Сначала был проложен новый однопутный тоннель (1627 м) рядом со старым двухпутным Большим Новороссийским тоннелем. Расходы на его строительство составили 4,2 млрд рублей. По новому тоннелю движение было открыто 18 мая 2009 года, а старый Большой Новороссийский тоннель был закрыт на реконструкцию. За два года строители изменили габариты старого тоннеля в соответствии с современными требованиями, удлинили его до 1674 м, оставив один путь вместо двух. Движение по старому Большому Новороссийскому тоннелю было открыто 3 июня 2011 года.
Реконструкция Малого Новороссийского тоннеля началась в 2007 году. Рядом со старым тоннелем строители проложили новый двухпутный длиной 525 м (44°48′17″ с. ш. 37°39′06″ в. д.), движение по которому было открыто в мае 2010 года. Старый Малый Новороссийский тоннель оказался непригодным для эксплуатации и его законсервировали зимой 2010 года.